# Dieter Holzer
Dieter Holzer (* 14. November 1941 in Quierschied, Saarland; † 16. Juni 2016 ebenda) war ein deutscher Kaufmann und Lobbyist, der im Umfeld der Leuna-Affäre bekannt wurde. Holzer war seit 1996 Gegenstand staatsanwaltlicher Ermittlungen. Am 12. November 2003 sprach das Strafgericht in Paris Dieter Holzer schuldig, Delikte der Unterschlagung und Veruntreuung von Vermögenswerten, des Machtmissbrauchs (bzw. Untreue) sowie der Hehlerei (entweder als unmittelbarer Täter oder als Betragstäter zum Nachteil der Elf Aquitaine SA) begangen zu haben. Mit dem gleichen Urteil wurde Dieter Holzer verurteilt, der Elf Aquitaine SA die ihr durch die strafbaren Handlungen entgangenen Vermögenswerte zurückzuerstatten. Sämtliche dagegen erhobenen Rechtsmittel wurden mit Urteil des Berufungsgerichtes vom 31. März 2005 abgewiesen und das erstinstanzliche Urteil somit bestätigt.

## Leben
Holzer war seit 1967 mit Souade Salyoun, einer Cousine des ehemaligen libanesischen Staatspräsidenten Amin Gemayel verheiratet und hat zwei Söhne. Seine berufliche Karriere startete er im heimatlichen Saarland, wo er eine Tierkörperbeseitigungsanstalt betrieb. In den 1980er-Jahren war Holzer im Libanon für den Bundesnachrichtendienst tätig.
Nachdem er lange Jahre seinen Hauptwohnsitz in Monaco hatte, lebte er zuletzt im saarländischen Wadern und in RL-Hazieh im Libanon. Er besaß ein international gestreutes Immobilienvermögen. Er wurde zuletzt in einer Klinik in Homburg behandelt und starb 2016 im Alter von 74 Jahren.

## Leuna-Affäre
Bekannt wurde Holzer im Rahmen der sogenannten Leuna-Affäre. Hierbei sollen im Zuge des Erwerbs der Leuna-Raffinerie und des Mineralölkonzerns Minol durch den französischen Konzern Elf Aquitaine 1990/91 Schmiergelder geflossen sein.
Der Konzern Elf Aquitaine verpflichtete Holzer als Berater. Holzer verdiente an diesem Posten ca. 50 Millionen Mark.
Im Vorteilsnahmeprozess um den französischen Ölkonzern Elf wurde Holzer in Abwesenheit in Paris zu 15 Monaten Haft und zu 1,5 Millionen Euro Geldstrafe verurteilt. Holzer hätte, mit seiner Zustimmung, zur Strafvollstreckung nach Frankreich ausgeliefert werden können. Dieselben Strafen erhielt Holzers damaliger Verhandlungspartner, der pensionierte stellvertretende Leiter der Direction de la surveillance du territoire, Pierre Lethier. Holzer ging gegen sein Urteil juristisch vor und beantragte, die Strafe zur Bewährung auszusetzen. Der Fall ging durch die Instanzen bis zum Bundesverfassungsgericht. Am 29. Januar 2009 scheiterte Holzer dort. Er reichte daraufhin Klage vor dem Europäischen Gerichtshof für Menschenrechte in Straßburg ein. Im März 2009 trat Holzer seine Haftstrafe in Neunkirchen an.
Für den an Milliardensubventionen gekoppelten Kauf der Leuna-Raffinerie und des ostdeutschen Minol-Tankstellennetzes hatten Holzer und Lethier 1993 umgerechnet 39 Millionen Euro kassiert. Vor Gericht hatten beide dies als branchenübliche Beraterhonorare bezeichnet und den Verdacht zurückgewiesen, mit dem Geld seien deutsche Parteienvertreter geschmiert worden. Holzer wurde verurteilt, 39 Millionen Euro Schmiergelder zurückzuzahlen.

## Reisehilfe für Holger Pfahls
Am 3. Juli 2008 wurde Holzer in Augsburg vor Gericht gestellt. Die Staatsanwaltschaft warf dem Geschäftsmann uneidliche Falschaussage in einem Prozess gegen Max Strauß vor. »Vor allem aber geht es um den Vorwurf der Strafvereitelung. Die Anklage sieht es als erwiesen an, dass Holzer zumindest die letzten 19 Monate der Flucht von Pfahls in Frankreich organisiert und finanziert haben soll.«
Nach einer Absprache zwischen Richter, Staatsanwalt und Verteidiger hatte Holzer eingeräumt, dem früheren Verteidigungsstaatssekretär Ludwig-Holger Pfahls auf dessen fünfjähriger Flucht mit Kontakten und Geld geholfen zu haben. Holzer ist vom Landgericht Augsburg zu neun Monaten auf Bewährung und einer Geldauflage von 250.000 Euro verurteilt worden. Das Gericht verzichtete auf weitere Zeugenvernehmungen, auch auf die des früheren Staatssekretärs im Bundesministerium für wirtschaftliche Zusammenarbeit Siegfried Lengl (CSU).
Am 15. Dezember 2010 wurde Holzer zusammen mit Holger Pfahls im Zuge einer bundesweiten Durchsuchungsaktion verhaftet. Die Staatsanwaltschaft Augsburg warf ihm vor, Pfahls bei der Verschleierung seines Vermögens Beihilfe geleistet zu haben. Pfahls hatte sich so seiner Zahlungspflicht aus Verurteilungen zu Geldstrafen, Verfahrenskosten und der Steuer entzogen. Das Landgericht Augsburg verurteilte Pfahls am 9. November 2011 wegen betrügerischen Bankrotts (§ 283 StGB) zu vier Jahren und sechs Monaten Haft und Holzer wegen Beihilfe zu einer Freiheitsstrafe von drei Jahren und sechs Monaten.